# Vermin (album)
Vermin è il sesto album in studio del gruppo black metal norvegese Old Man's Child, pubblicato nel 2005.

## Tracce
1. Enslaved and Condemned – 4:15
2. The Plague of Sorrow – 4:09
3. War of Fidelity – 4:19
4. In Torment's Orbit – 5:04
5. Lord of Command (Bringer of Hate) – 4:51
6. The Flames of Deceit – 4:39
7. Black Marvels of Death – 4:22
8. Twilight Damnation – 4:42
9. ...As Evil Descends – 1:11

## Formazione
- Galder - voce, chitarra, basso, synth
- Reno Kiilerich - batteria
- Eric Peterson - chitarra (4)